# Bob-Weltmeisterschaft 1999
Die 48. Bob-Weltmeisterschaft fand 1999 auf der Pista olimpica di bob in Cortina d’Ampezzo in Italien statt. In Cortina d’Ampezzo wurde die WM zum neunten Mal ausgetragen.

## Männer

### Zweierbob
| Platz | Land | Sportler                                | Zeit |
| ----- | ---- | --------------------------------------- | ---- |
| 1     | ITA  | Günther Huber Enrico Costa Ubaldo Ranzi |      |
| 2     | GER  | Christoph Langen Markus Zimmermann      |      |
| 3     | FRA  | Bruno Mingeon Emmanuel Hostache         |      |

Ranzi ersetzte den verletzten Costa nach dem ersten Lauf.

### Viererbob
| Platz | Land | Sportler                                                     | Zeit |
| ----- | ---- | ------------------------------------------------------------ | ---- |
| 1     | FRA  | Bruno Mingeon Emmanuel Hostache Éric Le Chanony Max Robert   |      |
| 2     | SUI  | Marcel Rohner Markus Nüssli Beat Hefti Silvio Schaufelberger |      |
| 3     | CAN  | Pierre Lueders Ken Leblanc Ben Hindle Matt Hindle            |      |

Frankreich gewann seine erste Goldmedaille an einer Bob-Weltmeisterschaft.

## Medaillenspiegel
| Platz | Land        | Gold | Silber | Bronze | Gesamt |
| ----- | ----------- | ---- | ------ | ------ | ------ |
| 1     | Frankreich  | 1    | 0      | 1      | 2      |
| 2     | Italien     | 1    | 0      | 0      | 1      |
| 3     | Deutschland | 0    | 1      | 0      | 1      |
| 3     | Schweiz     | 0    | 1      | 0      | 1      |
| 5     | Kanada      | 0    | 0      | 1      | 1      |